# Il était une fois Bruce Lee

Il était une fois Bruce Lee est un film philippin  d'arts martiaux de 1973 réalisé par John Gale (en) sous le pseudonyme de Jun Gallardo. C'est un film de Bruceploitation sans Bruce Lee.

## Fiche technique
- Titre français : Il était une fois Bruce Lee
- Titre original : Shadow of the Dragon
- Réalisation : John Gale (en)
- Scénario : Ka Ikong, Teodorico C. Santos
- Photographie : Exequiel 'Jojo' Sangco
- Production : Jun Domingez, Topaz Film Production
- Distribution : Sofradis
- Musique : Tito Sotto[1]
- Durée : 90 minutes
- Couleur : Eastmancolor
- Genre : Film d'arts martiaux
- Bande-annonce
- Affiche
- Dates de sortie 
  -  Philippines : 30 novembre 1973
  -  France : 20 janvier 1975 ; 30 mai 2013 à L'Absurde Séance (Nantes)[2]

## Distribution
- Ramon Zamora (en)
- Jeanne Young (fille de l'actrice Mila del Sol (en)
- Elfe Brandeis
- Eddie Garcia
- Panchito Alba (en)
- Max Alvarado (en)
- Michael Murray
- Ike Fernando
- Rayvann